# Gabriel Gobin
Pour les articles homonymes, voir Gobin.
Gabriel Gobin est un acteur belge, né le 12 mai 1903 à Hacquegnies et mort le 9 février 1998 à Brie-Comte-Robert.

## Biographie
Gabriel Gobin arrive en France à l'âge de sept ans.
Premier prix de comédie du conservatoire de Lille en 1928, il commence sa carrière sur les planches des théâtres de province et de Belgique puis monte à Paris en 1935. Il y intègre la troupe de Georges Pitoëff et interprète, entre autres, Jean Anouilh, Marcel Achard, Stève Passeur, Noël Coward.
Il débute au cinéma en 1947 dans le film Monsieur Vincent de Maurice Cloche. Dès lors, il s'avère un second ou troisième rôle indispensable dans plus de cent films des plus grands metteurs en scène parmi lesquels Yves Allégret, Georges Lampin, Jean-Paul Le Chanois, André Cayatte, Henri Verneuil, Gilles Grangier… où il donne la réplique à Pierre Fresnay, Bernard Blier, Louis de Funès, Jean Gabin, etc.
À partir de 1956, il participe à de nombreux feuilletons ou dramatiques télévisés : Les Cinq Dernières Minutes, En votre âme et conscience, L'Homme du Picardie, La Malle de Hambourg, Le Secret des Flamands, etc.
Victime d'une attaque cérébrale en 1993, il demeure atteint d'hémiplégie et meurt le 9 février 1998 à Brie-Comte-Robert. Il repose au cimetière de Créteil,.

## Filmographie

### Cinéma
- 1947 : Quai des Orfèvres d'Henri-Georges Clouzot : le patron du café
- 1948 : Dédée d'Anvers d'Yves Allégret : Paul, le serveur et cuisinier du bar
- 1948 : Une si jolie petite plage d'Yves Allégret : Arthur
- 1949 : Manèges d'Yves Allégret : Émile
- 1949 : La Valse de Paris de Marcel Achard : Chavert, le régisseur
- 1949 : Monseigneur de Roger Richebé : Tatave
- 1949 : La Belle que voilà de Jean-Paul Le Chanois : le machiniste
- 1950 : Les Amants de Bras-Mort de Marcel Pagliero : un marinier
- 1950 : Passion de Georges Lampin
- 1950 : Les Anciens de Saint-Loup de Georges Lampin : Subileau
- 1951 : Identité judiciaire d'Hervé Bromberger : un ouvrier
- 1951 : Le Voyage en Amérique d'Henri Lavorel : l'employé du car
- 1951 : Les Sept Péchés capitaux d'Yves Allégret (sketch La Luxure) : le gendarme
- 1952 : Nez de cuir, gentilhomme d'amour d'Yves Allégret : le piqueur
- 1952 : La Maison dans la dune de Georges Lampin
- 1952 : Suivez cet homme de Georges Lampin : l'agent Faurel
- 1952 : La Jeune Folle d'Yves Allégret : le lampiste
- 1952 : Nous sommes tous des assassins d'André Cayatte : un gardien
- 1952 : Le Rideau rouge ou Ce soir on joue Macbeth d'André Barsacq
- 1952 : La Fugue de monsieur Perle de Pierre Gaspard-Huit : un homme au bistrot de Romainville
- 1953 : Les Amoureux de Marianne de Jean Stelli
- 1953 : Le Secret d'Hélène Marimon d'Henri Calef
- 1953 : Avant le déluge d'André Cayatte
- 1954 : Dix-huit heures d'escale de René Jolivet
- 1955 : Marie-Antoinette reine de France de Jean Delannoy : non crédité
- 1955 : Razzia sur la chnouf d'Henri Decoin : le client du troquet
- 1955 : Sophie et le Crime de Pierre Gaspard-Huit : un locataire
- 1955 : Rencontre à Paris de Georges Lampin : le brigadier de gendarmerie
- 1955 : Des gens sans importance d'Henri Verneuil : l'homme de la Croix de Briac
- 1955 : Le Dossier noir d'André Cayatte : le brigadier
- 1955 : La Meilleure Part d'Yves Allégret : un joueur de cartes
- 1956 : Le Sang à la tête de Gilles Grangier : Arthur Cardinaud
- 1956 : Que les hommes sont bêtes de Roger Richebé
- 1956 : Comme un cheveu sur la soupe de Maurice Regamey : le terrassier devant chez Pierre
- 1956 : Pardonnez nos offenses de Robert Hossein
- 1956 : Paris, Palace Hôtel d'Henri Verneuil : le brigadier
- 1956 : Le Long des trottoirs de Léonide Moguy : l'ouvrier
- 1957 : Méfiez-vous fillettes d'Yves Allégret : le médecin
- 1957 : Police judiciaire de Maurice de Canonge
- 1957 : Le rouge est mis de Gilles Grangier : inspecteur Bouvard
- 1958 : Échec au porteur de Gilles Grangier : l'artificier
- 1958 : Rafles sur la ville de Pierre Chenal : le garagiste
- 1958 : Trois jours à vivre de Gilles Grangier : le commissaire de Rouen
- 1958 : Le vent se lève d'Yves Ciampi : Aubriant
- 1958 : Le Désordre et la Nuit de Gilles Grangier : inspecteur Rocard
- 1958 : Le Grand Chef d'Henri Verneuil : le taxi
- 1958 : Madame et son auto de Robert Vernay
- 1958 : Rapt au Deuxième Bureau de Jean Stelli
- 1959 : Archimède le clochard de Gilles Grangier : le Breton
- 1959 : Rue des prairies de Denys de La Patellière : Dubourg
- 1959 : Le Baron de l'écluse de Jean Delannoy : Valentin
- 1959 : La Bête à l'affût de Pierre Chenal : l'hôtelier
- 1959 : La Chatte sort ses griffes d'Henri Decoin
- 1959 : Les Bonnes Femmes de Claude Chabrol : le père d'Henri
- 1959 : Signé Arsène Lupin d'Yves Robert : le cheminot
- 1959 : Soupe au lait de Pierre Chevalier
- 1959 : La Nuit des traqués de Bernard-Roland
- 1960 : La Mort de Belle d'Édouard Molinaro
- 1960 : Boulevard de Julien Duvivier : Duriez
- 1960 : Trique, gamin de Paris de Marco de Gastyne
- 1960 : L'Affaire d'une nuit d'Henri Verneuil : le brigadier
- 1960 : Les Vieux de la vieille de Gilles Grangier
- 1960 : Le Président d'Henri Verneuil
- 1961 : Le cave se rebiffe de Gilles Grangier : l'entraîneur
- 1961 : Le Couteau dans la plaie d'Anatole Litvak
- 1962 : Le Glaive et la Balance d'André Cayatte : Albert, le concierge du Palais
- 1962 : Le Jour et l'Heure de René Clément : le cheminot
- 1962 : Un singe en hiver d'Henri Verneuil
- 1962 : Les Mystères de Paris d'André Hunebelle
- 1963 : Le Journal d'une femme de chambre de Luis Buñuel
- 1964 : Le Jour d'après de Robert Parrish
- 1965 : Le Caïd de Champignol de Jean Bastia : Larivière
- 1965 : Guerre secrète de Christian-Jaque
- 1965 : Les Bons Vivants de Georges Lautner (sketch Les Bons Vivants)
- 1966 : Mademoiselle de Tony Richardson : le sergent de police
- 1966 : Le Plus Vieux Métier du monde de Claude Autant-Lara (sketch Aujourd'hui) : un monsieur choqué
- 1966 : La Grande Vadrouille de Gérard Oury : le machiniste
- 1966 : Le Voleur de Louis Malle : Père Voisin
- 1967 : Les Risques du métier d'André Cayatte : le juge d'instruction
- 1969 : La Horse de Pierre Granier-Deferre : le brigadier
- 1969 : La Nuit bulgare de Michel Mitrani
- 1969 : Les Gros Malins de Raymond Leboursier : le président des courses
- 1969 : La Voie lactée de Luis Buñuel
- 1971 : Le Petit Matin de Jean-Gabriel Albicocco : un marin
- 1976 : Ben et Bénédict de Paula Delsol
- 1980 : Diva de Jean-Jacques Beineix
- 1980 : Inspecteur la Bavure de Claude Zidi
- 1984 : Voyage pour demain de Daniel Vigne (court-métrage)
- 1986 : Les Louves de Peter Duffell
- 1986 : Tandem de Patrice Leconte
- 1988 : L'Invité surprise de Georges Lautner

### Télévision
- 1958 : Les Cinq Dernières Minutes, épisode Un sang d'encre de Claude Loursais : Bouvines
- 1961 : Les Cinq Dernières Minutes, épisode Sur la piste… de Claude Loursais : Adrien
- 1962 : L'inspecteur Leclerc enquête, épisode Le Retour d'Hélène de Claude Barma
- 1962 : Les Cinq Dernières Minutes, épisode C'était écrit de Claude Loursais
- 1963 : Les Cinq Dernières Minutes, épisode L'Eau qui dort de Claude Loursais : Bouvines
- 1964 : Quand le vin est tiré ... (Les Cinq Dernières Minutes no 29), de Claude Loursais
- 1964 : L'Abonné de la ligne U de Yannick Andreï
- 1965 : Les Cinq Dernières Minutes, épisode Napoléon est mort à Saint-Mandé de Claude Loursais : l'hôtelier
- 1966 : Les Cinq Dernières Minutes, épisode Pigeon vole de Claude Loursais
- 1966 : En votre âme et conscience, épisode : Le Crime de Sezegnin de Pierre Nivollet
- 1966 : En votre âme et conscience, épisode : La Carte de visite de Pierre Nivollet
- 1967 : Le Crime de la rue de Chantilly de Guy Jorré
- 1967 : En votre âme et conscience, épisode : L'Affaire Daurios ou le Vent du Sud de Guy Lessertisseur
- 1968 : Cinq jours d'automne de Pierre Badel
- 1968 : L'Homme du Picardie de Jacques Ertaud : Antoine Luriecq
- 1969 : En votre âme et conscience, épisode : L'Auberge de Peyrabeille de  Guy Lessertisseur
- 1970 : Ne vous fâchez pas Imogène de Lazare Iglesis
- 1971 : Robert Macaire (téléfilm, 1971) de Pierre Bureau(téléfilm) : Pierre
- 1971 : Les Nouvelles Aventures de Vidocq, épisode Les Chauffeurs du Nord de Marcel Bluwal
- 1972 : Les Chemins de fer de Daniel Georgeot
- 1973 : La Ligne de démarcation - épisode 4 : Urbain (série télévisée) : Le secrétaire
- 1974 : Un curé de choc (26 épisodes de 13 minutes) de Philippe Arnal
- 1976 : La Poupée sanglante de Marcel Cravenne : M. Drouine
- 1977 : Un juge, un flic de Denys de La Patellière, première saison (1977), épisode : Le Mégalomane
- 1978 : Gaston Phébus de Bernard Borderie (feuilleton) : Ramonet
- 1978 : Les Enquêtes du commissaire Maigret, épisode : Maigret et le tueur de Marcel Cravenne
- 1978 : Ce diable d'homme de Marcel Camus
- 1978 : Les Cinq Dernières Minutes, épisode La Grande Truanderie de Claude Loursais : Julien dit Café blanc
- 1981 : Les Enquêtes du commissaire Maigret, épisode Une confidence de Maigret d'Yves Allégret
- 1981 : Sans famille, téléfilm de Jacques Ertaud : le vieux mineur

## Théâtre
- 1936 : Le Merveilleux Alliage de Vladimir Kirchon, mise en scène Georges Pitoëff, Théâtre des Mathurins
- 1936 : Quand vous voudrez de Georges Duhamel, mise en scène Georges Pitoëff, Théâtre des Mathurins
- 1937 : Le Voyageur sans bagage de Jean Anouilh, mise en scène Georges Pitoëff, Théâtre des Mathurins
- 1937 : Lapointe et Ropiteau de Georges Duhamel, mise en scène Georges Pitoëff, Théâtre des Mathurins
- 1937 : Des abeilles sur le pont supérieur de Jean-Baptiste Priestley, mise en scène Georges Pitoëff, Théâtre des Mathurins
- 1946 : Auprès de ma blonde de Marcel Achard, mise en scène Pierre Fresnay, Théâtre de la Michodière
- 1950 : Victor de Henry Bernstein, mise en scène de l'auteur, Théâtre des Ambassadeurs
- 1951 : Siegfried de Jean Giraudoux, mise en scène Claude Sainval, Comédie des Champs-Élysées
- 1952 : La Valse des toréadors de Jean Anouilh, mise en scène Jean Anouilh et Roland Piétri, Comédie des Champs-Élysées
- 1954 : Adorable Julia de Marc-Gilbert Sauvajon et Guy Bolton d'après Somerset Maugham, mise en scène Jean Wall, Théâtre du Gymnase
- 1956 : Pauvre Bitos ou le Dîner de têtes de Jean Anouilh, mise en scène de l'auteur et Roland Piétri, Théâtre Montparnasse
- 1958 : Clérambard de Marcel Aymé, mise en scène Claude Sainval, Comédie des Champs-Élysées
- 1961 : Gorgonio de Tullio Pinelli, mise en scène Claude Sainval, Comédie des Champs-Élysées
- 1961 : Clérambard de Marcel Aymé, mise en scène Claude Sainval, Comédie des Champs-Élysées
- 1962 : Turlututu de Marcel Achard, mise en scène Jean Meyer, Théâtre Antoine
- 1981 : Le Nombril de Jean Anouilh, mise en scène Jean Anouilh et Roland Piétri, Théâtre de l'Atelier